# Krzysztof Pulkowski
Krzysztof Pulkowski (ur. 17 kwietnia 1956 w Gorzowie Wielkopolskim) – reżyser, scenarzysta, producent, aktor, filolog i niezależny twórca. Studiował reżyserię na Wydziale Filmowo-Telewizyjnym Uniwersytetu Śląskiego w Katowicach oraz filologię polską na Uniwersytecie Wrocławskim.
Realizuje filmy (Lwy Westerplatte 1989-96, Zadyma Miłości, 7 Cudów Dolnego Śląska, Drugie przyjście, Mag, Przestrzenie Snów, Koncert), seriale (Klan, Warto kochać), programy telewizyjne (Telewizyjne Wiadomości Literackie, As Dama Walet), spektakle teatralne (Kochanek Harolda Pintera, Kolacja na cztery ręce Paula Barza, List Hr. Aleksandra Fredry, Kontrabasista Patricka Süskinda, monodram w wykonaniu Krzysztofa Rogacewicza – spektakl ten został w 2016 roku wyróżniony znaczącą nagrodą Best International Show/ Najlepszy Spektakl Zagraniczny na United Solo największym festiwalu teatralnym występów solowych w różnych formach ekspresji, który odbywa się w Nowym Jorku, w 6 salach Row Theater przez 10 tygodni, od września do końca listopada, a prezentuje się na nim ponad 100 artystów z ponad 20 krajów), Ławeczka Aleksandra Gelmana, Paradox autorski spektakl na motywach Paragrafu 22 i Closing Time Josepha Hellera. Jest reżyserem kilku teledysków, w tym dla Adama Bałdycha do utworu „Love” z płyty Brothers. Wideoklip ten został uznany podczas festiwalu Camerimage za jeden z 21 najlepszych muzycznych video na świecie w 2017 roku. Krzysztof Pulkowski realizuje także kampanie oraz spoty reklamowe. Jako aktor był w zespole Teatru Misterium i wystąpił w filmach Michała Rosy: Farba, Cisza; Andrzeja Barańskiego: Wolne chwile, serialu Pierwsza miłość oraz reklamówkach.
Jest też autorem wielu scenariuszy zarówno do spektakli, jak i filmów, reklamówek, koncertów, czy też seriali. Organizował wiele kampanii: Kampania piwa „Piast” – Rockowy Konwój Piasta, czy też koncert na Expo dla Wrocławia, w którym zagrało ponad 500 skrzypków w bezpośredniej transmisji z wrocławskiego rynku do Paryża. Przez wiele lat przyjaźnił się i współpracował z Waldemarem Wróblewskim, który obdarzał swoją muzyką jego prace i do którego muzyki napisał kilka tekstów piosenek. W 2010 roku zrealizował krótki film w technologii 3D pt. Zadyma miłości do piosenki Lecha Janerki „Ta zabawa nie jest dla dziewczynek” prezentowany na wystawie Solidarny Wrocław, film według scenariusza napisanego z Pawłem Salą we własnej reżyserii ze zdjęciami Leszka Raziuka.